# بوژیدار کالمت
بوژیدار کالمت (انگلیسی: Božidar Kalmeta؛ زادهٔ ۱۵ ژانویهٔ ۱۹۵۸) سیاستمدار کروات و عضو حزب اتحاد دموکراتیک کرواسی (HDZ) است. او از سال ۲۰۰۳ تا ۲۰۱۱ در دولت کرواسی به عنوان وزیر دریا، حمل و نقل و زیرساخت‌های کرواسی در زمان نخست وزیران ایوو سانادر و جادرانکا کوسور بوده‌است.